# Ергени
Ергенѝ (на руски: Ергени) е ниско възвишение в южната част на Източноевропейската равнина, простиращо се на територията на Волгоградска и Ростовска област и Република Калмикия в Русия. Простира се от север на юг на протежение около 350 km от река Волга (в района на Волгоград) до долината на река Източен Манич. Ширина 20 – 50 km. Средна надморска височина около 160 m. Най-висока точка връх Шаред 222 m (45°38′41″ с. ш. 44°35′00″ и. д. / 45.644722° с. ш. 44.583333° и. д.), в най-южната му част, източно от село Манич Калмикия.
Основата му е изградена основно от глини, варовици и пясъчници, а горните части са покрити със специфични (ергенински) наслаги, основно пясъци. Източният му склон стръмно (до 70 – 80 m) се спуска към Прикаспийската низина и е разчленен от гъста мрежа от суходолия. Тук в подножието му са разположени сладководните Сарпински езера. Западният му склон е полегат, набразден от плитки долове и ували и постепенно се понижава към долината на река Дон. Вододелът на възвишението е платообразен, с множество малки падини със суфозионен произход. Най-голямата река водеща началото си от него е Сал, ляв приток на Дон.
Растителността е полупустинна (пелин, типчак, коило и др.), развита върху светлокафяви почви с петна от солонци. По суходолията и овразите по източния склон се срещат върба, дъб, бряст, осика и др.
Първото научно изследване на възвишението е извършено през 1773 г. от руския минералог Никита Соколов, ученик на видния немски естествоизпитател на руска служба Петер Симон Палас. Първото топографски заснемане и картиране на Ергени е извършено през 1860-61 г. от руския топограф Иван Крижин, участник в голямата руската военна екскпедиция в Южна Русия възглавявана от полковник Капитон Иванович Костенков.